# Bethel (Nova Iorque)

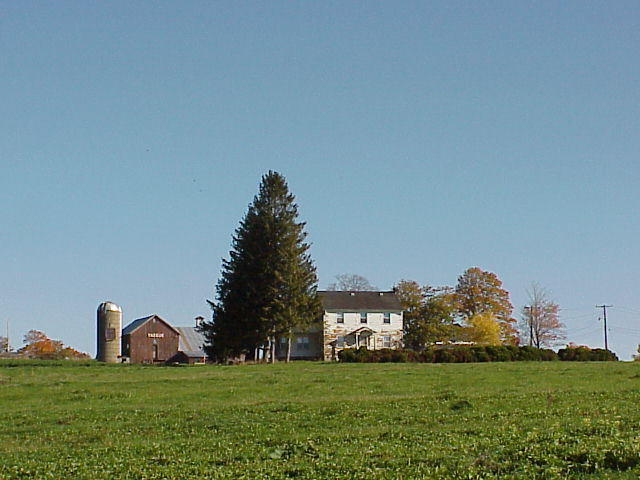
Visão da casa da fazenda de Max Yasgur, em Bethel, na área onde se realizou o Festival de Woodstock.

Bethel é uma vila no Condado de Sullivan, no estado americano de Nova Iorque. Sua população estimada em 2007 era de 4 532 habitantes.
A vila ganhou fama em todo o mundo depois que se tornou o local onde ocorreu o Festival de Woodstock, que originalmente havia sido planejado para a pequena cidade de Wallkill, mas os moradores locais não aceitaram, o que levou o evento para a pequena Bethel, a uma hora e meia de distância.